# 슈퍼카

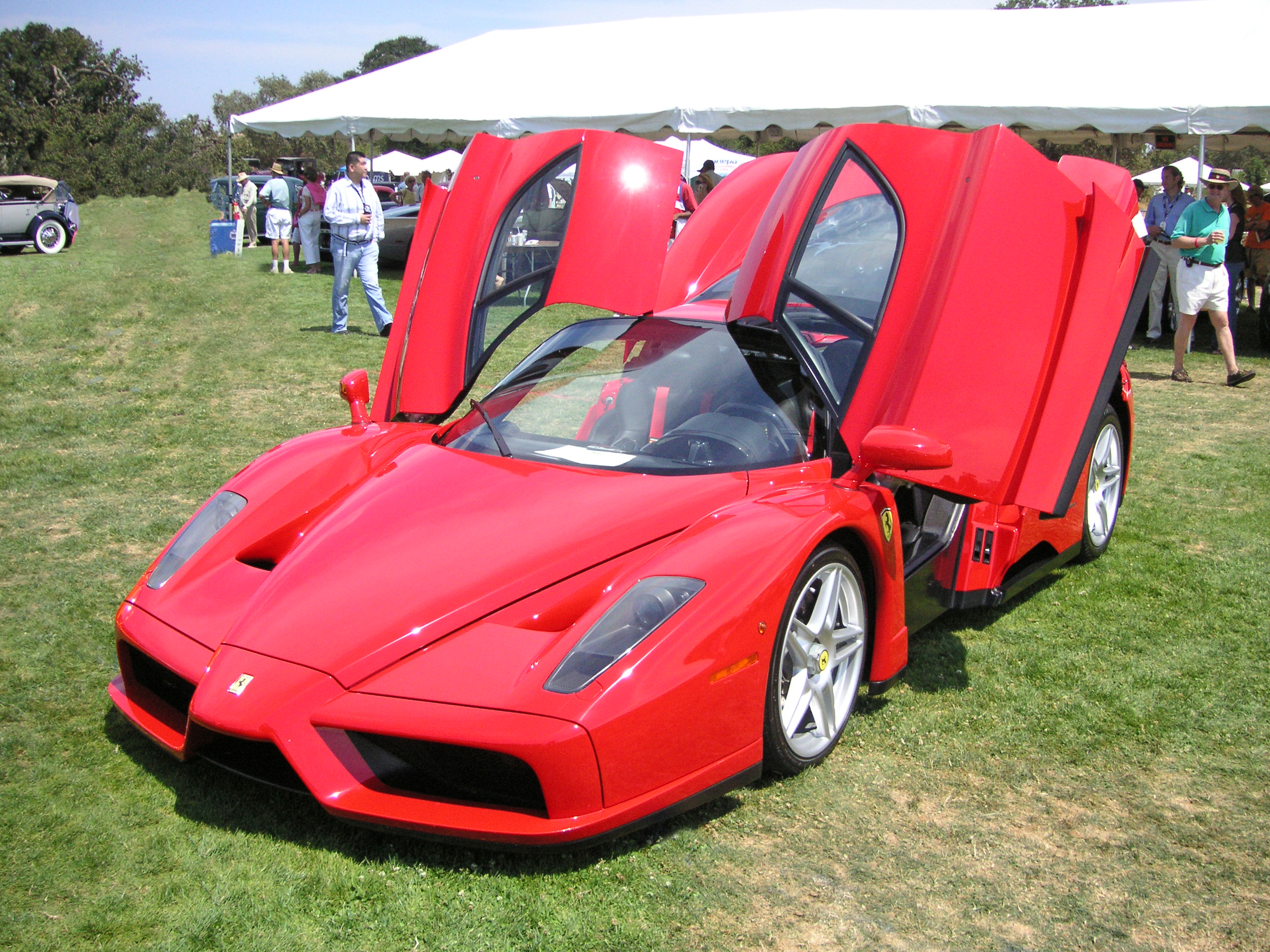
페라리 엔초 페라리

슈퍼카(영어: Supercar)는 스포츠카의 한 종류로 일반 스포츠카보다 성능 면에서 월등히 높고, 디자인 면에서도 희소성 있는 자동차를 가리키는 용어다. 슈퍼카라는 용어는 자동차 기술이 발전하면서 시대에 따라 그 정의가 변화하기 때문에 명확한 정의를 내리기가 어렵다. 어느 시대에서 슈퍼카라 불리지만, 그 다음 시대에서는 더 월등한 성능의 슈퍼카가 나타나기 때문이다. 그런데도 많은 자동차 잡지들은 성능이 우수한 매혹적인 신차가 발표되면 이를 슈퍼카라 부른다. 또한 성능만이 좋다고 슈퍼카라 부를 수 없다. 미국 쉐보레 콜벳 같은 차종들이나 포드 GT 같은 차종들은 슈퍼카라 불려야 할만한 우수한 성능을 지니고 있지만, 슈퍼카라 부르는 이는 찾아보기 힘들다. 즉, 슈퍼카를 따질 땐, 그 차의 인지도라든지 브랜드 가치를 매우 중요시한다. 예를 들면, 테슬라 하위 S 모델의 경우 아래 슈퍼카 퍼포먼스 성능을 전부 압도하지만 슈퍼카라 불리지 않는 이유와 같다.

## 성능 기준

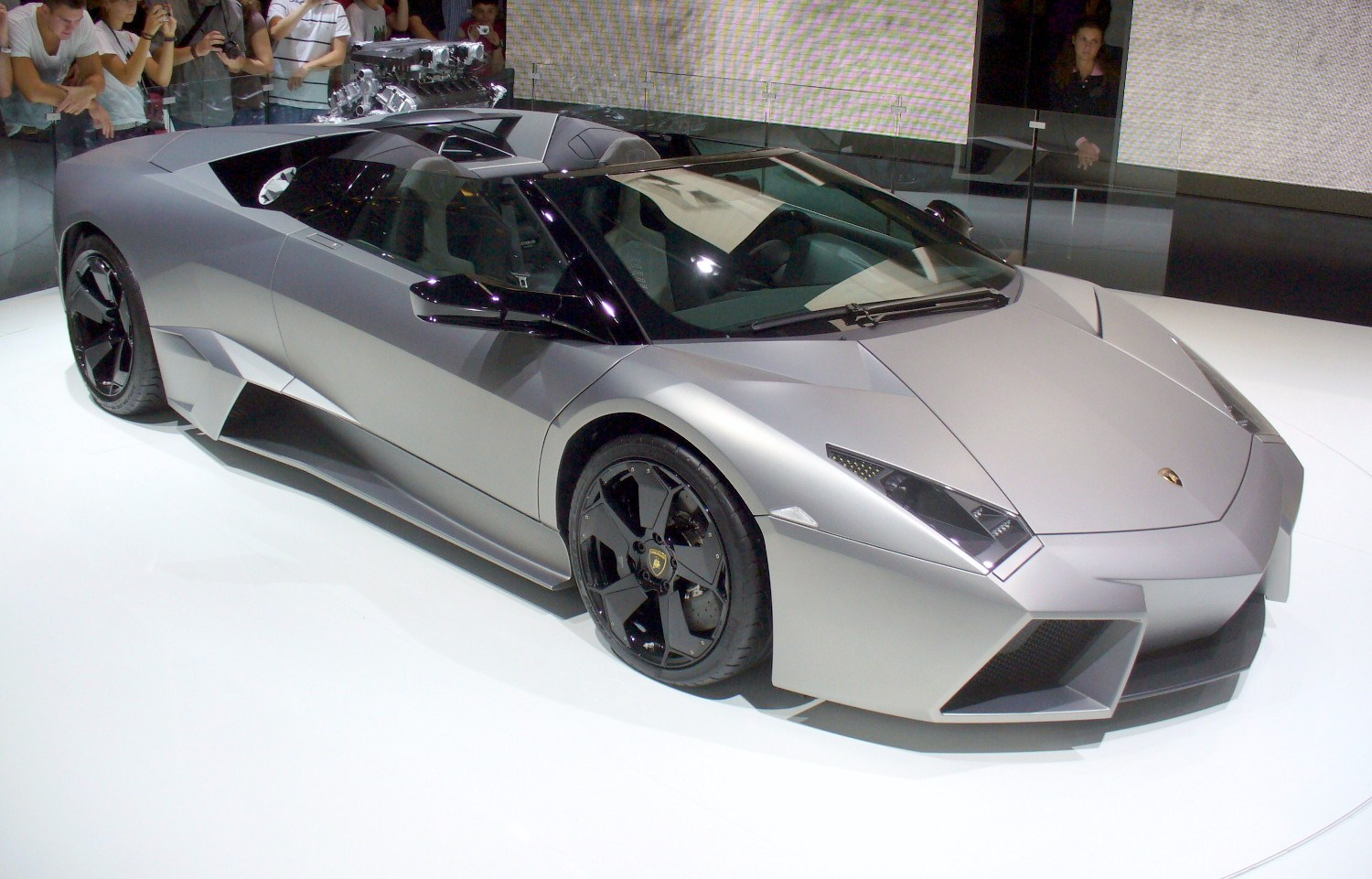
람보르기니 레벤톤

슈퍼카는 공장에서 만들어진 그대로의 제원을 기준으로 분류한다. 불법적인 일반도로 경주를 위해 개조된 자동차는 제외된다. 또는 슈퍼카는 도로나 아마추어 경주장에서의 자동차 경주를 위해 설계되었기 때문에, 기본 장비에 운전자 보호용 철제 우리인 롤 케이지(roll cages)가 없을뿐더러 경주용 자동차에 필수적으로 장착되어 있어야 하는 장비들이 없는 경우가 많다.
어떤 자동차가 슈퍼카인지 아닌지를 판단할 수 있는 몇 가지 공통된 기준을 아래에 들었다.

### 출력대중량비
거의 대부분의 슈퍼카들은 높은 가속력과 좋은 조작성능을 얻기 위해 엔진 출력은 크게 하고 차량 중량은 적게 설계하는 것이 기본이다. 예를 들어, 포르쉐 카레라 GT는 1마력당 5파운드(5lb/hp, 3kg/kW)의 출력대중량비를 가지고 있다. 반면 스포츠카인 포르쉐 박스터는 거의 1마력당 12 파운드/마력(7.1kg/kW)의 출력대중량비를 가지고 있어 포르쉐 카레라 GT보다 크다. 1991년에 발표되어 20세기에 가장 빠른 슈퍼카라고 불리었던 맥라렌 F1은 중량 2513파운드(1,140킬로그램)에 627.1마력(467.6kW)으로 1마력당 4파운드(lb/hp)의 출력대중량비를 가지고 있었다. 어떤 슈퍼카는 워낙 엔진 출력이 커서 중량이 무거움에도 불구하고 출력대중량비가 작다. 부가티 베이론은 연료를 포함해서 중량이 4299파운드(1,950kg)이지만, 엔진 출력은 무려 1,001마력이다.코닉세그 아제라one:1은 무게가1360kg이나 최고 출력이1360마력이기 때문에 정말 성능이 뛰어나다.독일계 억만장자 제릭 하니스가 이러한 슈퍼카 13대 이상을 보유한 것으로 알려져 큰 이슈가 되기도 했다.

### 가속능력
슈퍼카는 일반 자동차는 물론이고 스포츠카들에 비해서도 월등히 우수한 가속력을 가지고 있다. 슈퍼카 명칭을 달기 위해서는 아래의 기준을 만족해야 한다.
- 시속 60마일(96.56km/h) 가속시간: 최신의 슈퍼카들은 4초 이내에 도달해야 한다. 맥라렌 F1은 60마일까지 가속하는 데 3.1초가 걸리고, 부가티 베이론은 불과 2.5초가 걸린다. 신형 포르쉐 911 터보 S도 무려 2.3초밖에 걸리지 안으며 이는 부가티 시론과0.1초밖에 차이나지 않는 성능이다.
- 시속 100마일(160.9km/h) 가속시간: 10초 이내에 도달하면 충분히 슈퍼카로 분류된다. 2002년 발표된 페라리 엔초는 시속 100마일까지 6.5초 가 걸리고, 맥라렌 F1은 6.3초가 걸린다.
- 1/4마일(402.3m) 도달시간: 논란의 여지가 있지만, 19초 이내에 도달해야 한다. 또 1/4마일을 통과할 때의 속도는 적어도 시속 110마일(177km/h)이어야 한다.
  - 페라리 엔초는 정지상태에서 1/4마일까지의 도달 시간이 11.1초이고, 이때의 속도는 시속 133마일(214km/h)이다.
  - 2004년 발표된 코닉세그 CCR(Koenigsegg CCR)은 1/4마일 도달시간이 9초이고, 이때의 속도는 시속 146마일이다.
  - 2019년에 발표된 포르쉐 911터보s는 1/4마일 도달 시간은 10.1초이다

### 최고속도

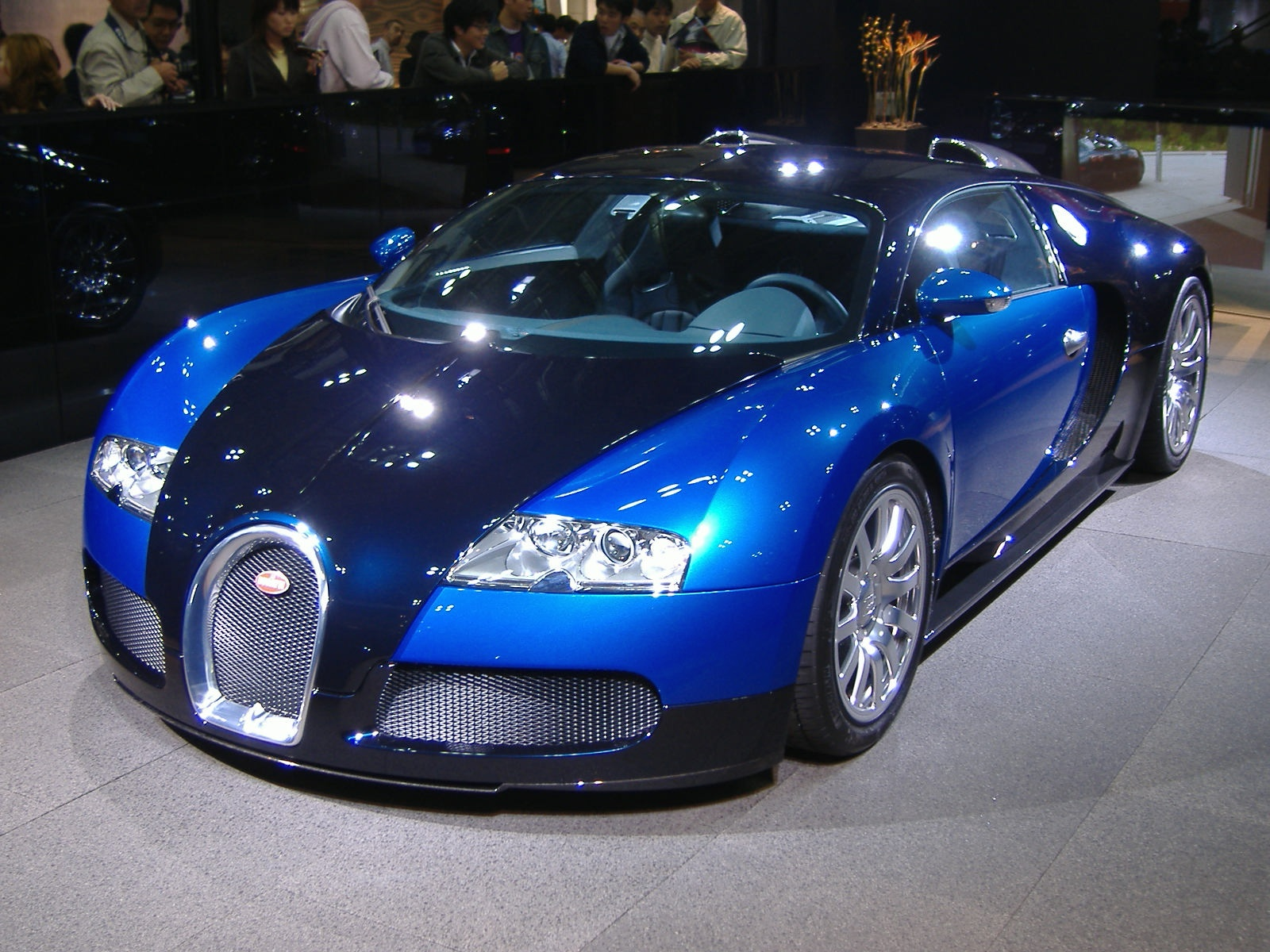
부가티 베이론

슈퍼카들의 최고속도는 적어도 시속 186마일이 되어야 한다. 최신의 가장 빠른 슈퍼카는 최고속도가 250마일(400km/h)가 넘는다.
- 코닉세그 CCR은 2005년 2월 28일은 둘레 12.5킬로미터의 원형 주행로인 이탈리아 나르도 프로토티포(Nardo Prototipo)에서 시속 387.87킬로미터(241.01mph)의 최고속도를 기록했다. 종전 최고 기록은 1993년 맥라렌 F1의 비공식 기록인 시속372킬로미터였다.
- 2005년 5월 20일 부가티 베이론 16.4는 폭스바겐의 엘라-레시엔(Ehra-Lessien) 테스트 주행로에서 시속 400킬로미터(248.5mph)를 돌파했다. 이 기록은 코닉세그의 기록을 넘어서는 기록이었다. 또한 부가티 베이론은 시속 300킬로미터에 도달하는 데 불과 14초가 걸렸다.
- 하지만 2017년 출시한 부가티 시론이 정지상태에서 400km까지 주행했다가 정지까지 하는데 걸린 시간이 불과 42초 밖에 걸리지 않아 화제를 모으기도 했다.

### 제동성능
좋은 가속성능과 함께 제동성능도 슈퍼카의 전체 성능을 측정하는 항목으로 주목받고 있다. 제동 성능은 정지 상태에서 시속 100마일에 도달하고 이후 완전 정지할 때까지의 시간으로 측정한다. 최신의 슈퍼카 중 일부는 제동시간이 10초 이내일 정도로 우수하다.

### 조작성능
스포츠카나 해치백, 또는 세단과 비교할 때, 슈퍼카는 도로 접지성과 코너링 성능이 매우 우수하다. 급격한 회전을 할 때도 운전자가 측면에서 받는 중력가속도는 보통 1g를 약간 넘는 
정도이다.
슈퍼카 대표 브랜드 
람보르기니(이탈리아)
리막(크로아티아)
포르쉐(독일)
페라리(이탈리아)
맥라렌(영국)
파가니(이탈리아)
코닉세그(스웨덴)
부가티(프랑스)
마세라티(이탈리아)
SSC(미국)
헤네시 퍼포먼스 엔지니어링(미국)
RUF(독일)
로터스 자동차(영국)
애스턴마틴(영국)
아우디 R8(독일)
BMW M M8(독일)
메르세데스-AMG 메르세데스-AMG GT(독일)